# Home (Krystl)
Home is een nummer van de Nederlandse zangeres Krystl uit 2014. Het is de derde single van haar tweede studioalbum Undefeatable.
Krystl schreef het nummer toen ze verbleef in een hotel in een achterbuurt in Londen. Ondanks dat ze zich tijdens het schrijven treurig voelde en heimwee kreeg naar thuis, kent "Home" een vrolijk geluid. Het nummer bereikte in Nederland geen hitlijsten, maar werd wel een radiohitje.